# Place Charles-Vallin
La place Charles-Vallin est une place du 15e arrondissement de Paris.

## Situation et accès
Elle est située au croisement de plusieurs rues dont la rue de la convention et la rue Corbon.

## Origine du nom

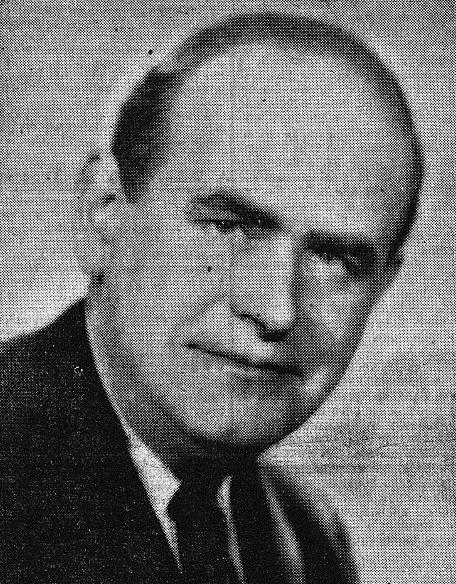
Charles Vallin, en 1938.

Son nom lui vient de Charles Vallin (1903-1948), homme politique et député. En 1942, il a participé aux campagnes du Tchad, de France et d'Allemagne.

## Historique
Cette place porte son nom actuel depuis le 9 mai 1955.